# Жуки (Кореличский район)
Жуки (бел. Жукі, пол. Żuki) — деревня в Кореличском районе Гродненской области Белоруссии, в Красненском сельсовете. В 1921—1939 году в составе межвоенной Польской Республики, в Новогрудском повете Новогрудского воеводства. С 1939 года в составе БССР, в Кореличском районе. По переписи населения 2009 года в деревне проживало 75 человек.